# Bimota DB11
La DB11 est un modèle de motocyclette du constructeur italien Bimota.
La DB11 est présenté au cours du salon EICMA 2012.
Le moteur reste celui de la Diavel, bicylindre en V à 90°, quatre temps, pour une puissance de 162 ch à 9 500 tr/min et un couple de 13 mkg à 8 000 tr/min.
Comme la DB8, elle utilise un cadre treillis tubulaire au chrome-molybdène ancré sur des platines latérales en aluminium.
Le freinage est assuré par Brembo, avec deux disques de 320 mm de diamètre à l'avant, mordus par des étriers radiaux quatre pistons, et un simple disque de 220 mm de diamètre à l'arrière, pincé par un étrier double piston.
La partie cycle est complétée par une fourche télescopique Marzocchi de 43 mm de diamètre et un amortisseur Extreme Tech.
Toutes les pièces de carrosserie sont en fibre de carbone, permettant de maintenir le poids à 175 kg.
En parallèle, Bimota présente la DB11 VLX, dont le moteur embarque un compresseur volumétrique. Il permet de faire monter la puissance jusqu'à 191 ch à 9 750 tr/min. L'ensemble des éléments de suspension sont remplacées par des éléments de marque Öhlins. Le surplus de poids est de 4 kg. Ce prototype n'a jamais été commercialisé.
La DB11 standard est présentée en blanc alors que la DB11 VLX est blanche est rouge. 
La DB11 est sortie à 8 exemplaires.